# Edward Wysocki
Edward Wysocki (ur. 30 września 1898, zm. 18 lutego 1976 w Szczecinie) – polski uczony, magister inżynier elektrotechniki, nauczyciel akademicki.

## Życiorys
Urodził się 30 września 1898 r. jako syn Konstantego. Uczęszczał do szkoły realnej w Skierniewicach. W latach 1919–1920 uczestniczył jako bombardier w wojnie polsko-bolszewickiej. Studiował na Politechnice Warszawskiej, na której uzyskał dyplom magistra inżyniera w 1929 r. W latach 1926–1927 pracował w warszawskich Elektrycznych Kolejach Dojazdowych, a następnie w latach 1928–1930 w biurze elektryfikacyjnym Harrimana. Potem w latach 1931–1945 był zatrudniony w elektrowni miejskiej w Lublinie, w której kierował ruchem i rozbudową. W czasie II wojny światowej padł ofiarą prześladowań.
Po zakończeniu wojny przybył do Szczecina, gdzie w latach 1948–1949 pracował w Dyrekcji Technicznej Urzędu Morskiego, a w latach 1949–1952 kierował jednym z działów Biura Projektów Przemysłu Włókien Sztucznych. Ponadto od 1 listopada 1948 r. zatrudniony był jako starszy asystent w Katedrze Techniki Wysokich Napięć Wyższej Szkoły Inżynierskiej w Szczecinie. W 1951 r. przeniósł się do Katedry Elektrotechniki, a od 1 grudnia 1951 r. do 30 września 1954 r. zajmował stanowisko dziekana Wydziału Elektrycznego WSI. Od 1956 r. do przejścia na emeryturę w 1968 r. pracował na Wydziale Budowy Maszyn Politechniki Szczecińskiej.
Edward Wysocki zmarł po ciężkiej chorobie 18 lutego 1976 r.